# 大漢公報

报头

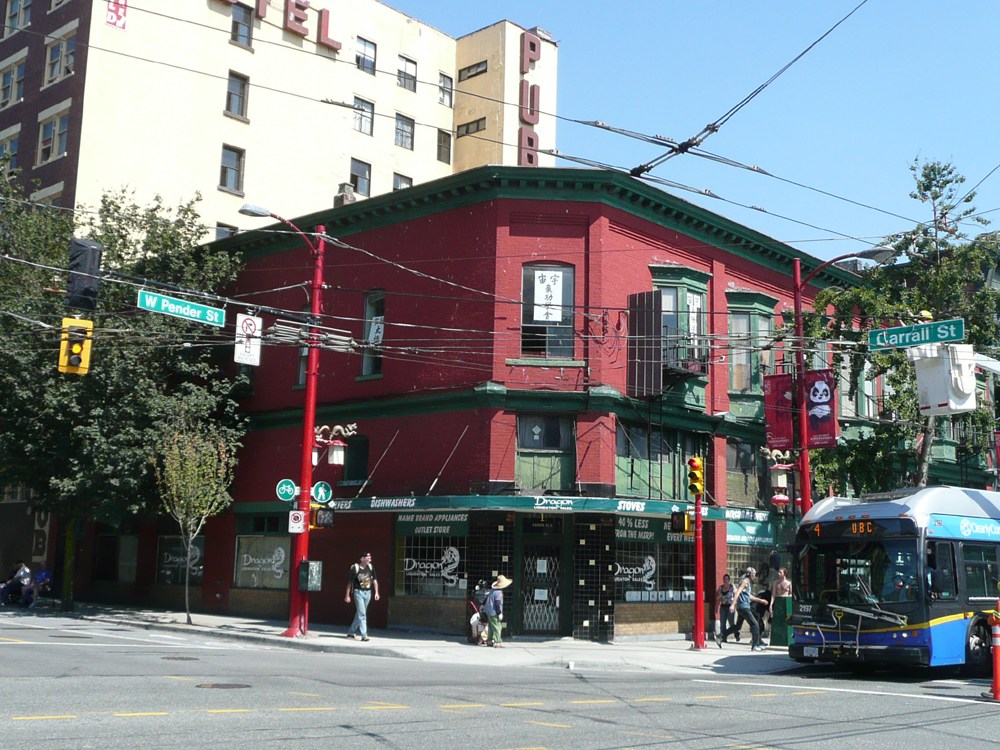
位於溫哥華華埠片打東街一號的前《大漢公報》報社

《大漢公報》（英語：The Chinese Times）是加拿大卑詩省溫哥華一份已停刊的中文報章，於1906年由洪門致公堂創立，當時稱為《大漢報》，其後一度改稱《大漢日報》（The Chinese Daily News），再於1915年改稱《大漢公報》。該報是洪門的機關報，旨在宣揚當年中國革命事業，並從1910年起由馮自由主編，與由梁啓超於1903年創辦的保皇會刊物《日新報》（全加拿大首份中文報刊）展開筆戰。此外，該報亦報道溫哥華（舊譯雲高華，又稱雲埠或雲城）華人社區所關注的本地、國内和國際新聞。
《大漢公報》發行多年，一直以溫哥華華埠和東區一帶的老華僑為目標讀者群。隨著來自中港台三地的移民於20世紀後期陸續湧入大溫地區，《大漢公報》亦逐漸顯得與轉型中的本地華人社群脫節。移民潮進行的同時，亦惹來港資和台資傳媒機構注意海外華人移民群衆，望於此迅速增長的市場中分一杯羹。《星島日報》、《世界日報》和《明報》遂於1980和90年代陸續進駐溫哥華，讓新移民緊貼原居地最新動態，並動搖了《大漢公報》在溫哥華中文媒體中的地位。
《大漢公報》於1980年代改以柯式印刷，每天開紙六大張，但亦逐漸抵受不住競爭，最終於1992年10月3日停刊，為其85年歷史寫上句號。該報至今仍是加拿大發行歷史最悠久的中文刊物。
卑詩大學的亞洲圖書館收藏了1914年至1992年間發行的《大漢公報》，而這系列收藏從2008年起由西門菲沙大學主導的「Multicultural Canada」網站計劃陸續數碼化並放上網站。
《大漢公報》的報社早期設於華埠卡路街443-445號，後於1939年遷至附近的片打東街1號。片打東街1號報社建於1902年，樓高兩層，由建築師W.T. Whiteway設計。該報於1992年停刊後，報社一直丟空，到2007年由一家電器店遷入。報社現時被溫哥華市政府列為乙級歷史建築，而外部的「大漢公報」霓虹招牌現時則存放於列治文。

## 外部連結
- Multicultural Canada 大漢公報線上重溫
- 加拿大華文傳媒發展綜述（页面存档备份，存于）